# 約翰·德盧卡
約翰·德盧卡（Johnny "John" DeLuca，1986年4月25日—）是美國的一位演員。他出演過眾多迪士尼頻道的原創電影及電視節目。德盧卡出生在麻薩諸塞州，曾經是一位體育運動員。